# Biographie Coloniale Belge
Die Biographie Coloniale Belge (BCB) / Belgische Koloniale Biografie, gefolgt von Biographie Belge d'Outre-mer / Belgische Overzeese Biografie, sind ein belgisches biographisches Repertorium von Personen, die in der belgischen Kolonialgeschichte eine Rolle spielten, und von Belgiern, die vor oder nach 1830 an der Expansion nach Übersee beteiligt waren (insbesondere im Kongo-Freistaat und Belgisch-Kongo).

## Einführung
Das Werk wurde seit 1948 vom Königlichen Belgischen Kolonialinstitut (Institut royal colonial belge), später die Académie royale des sciences d'outre-mer (ARSOM) (niederl. Koninklijke Academie voor Overzeese Wetenschappen), in Brüssel herausgegeben.
Es enthält insgesamt rund 5600 Einträge zu Belgiern, die im Ausland eine herausragende Rolle spielten, oder zu nichtbelgischen Persönlichkeiten, die an belgischen Auslandsaktivitäten beteiligt waren.
Das sehr aufwändig gestaltete Werk ist insbesondere in seinen früheren Teilen weitgehend unwissenschaftlicher Natur. Dennoch bleibt das Werk eine wertvolle Informationsquelle für die Rohdaten.
Auch die Académie Royale des Sciences d'Outre-Mer  war der Ansicht, dass der Inhalt zahlreicher Mitteilungen der geschlossenen Reihe nicht mehr dem aktuellen Stand der wissenschaftlichen Forschung entsprach und daher überarbeitet werden musste.

## Kritik
Verschiedene Kritikpunkte an dem Werk sind zu unkritischen Hagiographien führende Nichtanwendung oder unzureichende Anwendung der historischen Methode, wobei nicht davor zurückschreckt wurde, etwas zu verschleiern, zu verfälschen oder einfach zu verschweigen. Viele Faktoren haben dazu beigetragen, wie zum Beispiel die prokolonialen Standpunkte der Redaktion oder verschiedene Lemmata nach der Befragung der Beschriebenen anzufertigen, mit zu erkennendem Konformismus und Selbstzensur.

## Textbeispiel
Über den Roman Udinji (chez les riverains de la Buschimaie). Roman de moeurs congolaises von C. A. Cudell (Bruxelles, Paul Lacomblez, 1905) beispielsweise wird in dem Werk angemerkt: 

„Les historiens de la littérature belge d’inspiration congolaise ont unanimement attribué une carrière africaine à l’auteur d’Udinji [...] L’auteur du roman est en réalité le frère aîné d’Alfred Cudell, Charles, auteur de plusieurs plaquettes et de deux nouvelles au moins. Charles Cudell reconnaît cependant avoir écrit Udinji sur les notes et documents de son frère.“

„Deutsch: Historiker der belgischen Literatur kongolesischen Einflusses haben dem Autor von Udinji einhellig eine afrikanische Karriere zugeschrieben. Der Autor des Romans ist tatsächlich Alfred Cudells älterer Bruder Charles, Autor mehrerer Broschüren und von mindestens zwei Kurzgeschichten. Charles Cudell gibt jedoch zu, Udinji auf den Notizen und Dokumenten seines Bruders geschrieben zu haben.“

## Gliederung
Das Werk wurde in elf Bänden von 1948 bis 2015 veröffentlicht und in neun Bänden zusammengefasst.
- Partie I., 1948
- Partie II, 1951
- Partie III, 1952
- Partie IV, 1955
- Partie V, 1958
- Partie VI, 1968
- Partie VIIA, 1973
- Partie VIIB, 1977
- Partie VIIC, 1989
- Partie VIII, 1998
- Partie IX, 2015

## Dictionnaire Biographique des Belges d’Outre-Mer
Im Jahr 2011 wurde der Nachfolger des BCB, das Dictionnaire Biographique des Belges d’Outre-Mer (Biographisches Wörterbuch der Übersee-Belgier), herausgebracht, zu dessen Zielen es gehört, neben neuen auch bestehende Lemmata wissenschaftlich umzuschreiben, zumindest für Schlüsselfiguren (z. B. Edmond van Eetvelde, Théophile Wahis, Jules Greindl, Charles Liebrechts u. a.).